# Linowiec (osada w województwie warmińsko-mazurskim)
Linowiec – osada w Polsce położona w województwie warmińsko-mazurskim, w powiecie nowomiejskim, w gminie Grodziczno. Faktycznie stanowi część wsi Linowiec.
W latach 1975–1998 osada administracyjnie należała do województwa toruńskiego.